# Malerkotla
Malerkotla è una città dell'India di 106.802 abitanti, situata nel distretto di Sangrur, nello stato federato del Punjab. In base al numero di abitanti la città rientra nella classe I (da 100.000 persone in su).

## Geografia fisica
La città è situata a 30° 33' 20 N e 75° 52' 32 E.

## Società

### Evoluzione demografica
Al censimento del 2001 la popolazione di Malerkotla assommava a 106.802 persone, delle quali 56.872 maschi e 49.930 femmine. I bambini di età inferiore o uguale ai sei anni assommavano a 14.332, dei quali 7.669 maschi e 6.663 femmine. Infine, coloro che erano in grado di saper almeno leggere e scrivere erano 59.101, dei quali 34.583 maschi e 24.518 femmine.
Al censimento del 2001 la popolazione di Malerkotla assommava a 106.802 persone, delle quali 56.872 maschi e 49.930 femmine. I bambini di età inferiore o uguale ai sei anni assommavano a 14.332, dei quali 7.669 maschi e 6.663 femmine.
Infine, coloro che erano in grado di saper almeno leggere e scrivere erano 59.101, dei quali 34.583 maschi e 24.518 femmine.

## Infrastrutture e trasporti
Malerkotla si trova sulla linea ferroviaria Delhi-Jakhal-Dhuri-Ludhiana.
Gli aeroporti più vicini a Malerkotla sono:
- Aeroporto internazionale di Chandigarh (a circa 120 chilometri di distanza)
- Aeroporto Internazionale Sri Guru Ram Dass Jee, Amritsar (a circa 250 chilometri di distanza)
- Aeroporto di Sahnewal ( IATA : LUH , ICAO : VILD ), noto anche come Aeroporto di Ludhiana (a circa 49,8 km (66 minuti) di distanza)